# Sarrageois
Sarrageois é uma comuna francesa na região administrativa de Borgonha-Franco-Condado, no departamento de Doubs. Estende-se por uma área de 13,22 km². Em 2010 a comuna tinha 200 habitantes (densidade: 15,1 hab./km²).